# Теория технологического разрыва
В соответствии с теорией технологического разрыва торговля между странами осуществляется даже при одинаковой наделенности факторами производства и может быть вызвана техническими изменениями, возникающими в какой-то одной отрасли в одной из торгующих стран, из-за того, что технические новшества первоначально появляются в одной стране, последняя приобретает преимущество: новая технология позволяет производить товары с меньшими издержками. Если же новшество заключается в производстве нового продукта, то предприниматель в стране-новаторе в течение определенного времени обладает так называемой "квазимонополией", иными словами, получает добавочную прибыль, экспортируя новый товар. Отсюда и новая оптимальная стратегия: выпускать не то, что относительно дешевле, а то, что больше пока никто выпускать не может, но необходимо всем или многим. Как только эту технологию смогут освоить другие - производить что-то новое и опять такое, что другим недоступно.

## История создания
Теорию технологического разрыва разработал американский экономист Майкл Познер в 1961 году. Применение в анализе международной торговли этой концепции означало отказ от допущения теории Хекшера - Олина по использованию во всех странах одинаковой технологии производства одноименных товаров. М. Познер исходил из того, что одна и та же технология не всегда одновременно используется в различных странах, а ее распространение в международных масштабах требует определенного времени. Вследствие этого одна страна может пользоваться той или иной новой технологии, тогда как в другую страну эта инновация еще не дошла. Кроме того, фирма-инноватор не заинтересована в том, чтобы ее новейшие технологии как можно скорее становились общим достоянием.

## Преимущества и недостатки теории технологического разрыва
Итак, М. Познер утверждал, что большая часть торговли между развитыми странами основывается на внедрении новых производственных процессов и новых продуктов. Фирма, вводит новый товар, может пользоваться своей монополией на экспорт, пока на рынке не появятся фирмы-имитаторы с подобным товаром. Такая временная монополия чаще основывается на патентах и лицензиях, выдача которых стимулирует изобретения и разработку новых технологий. Технологический отрыв одной компании действительно способен придать новое преимущество стране происхождения товара. Эта теория утверждает, что страна может удерживать позицию ведущего экспортера на мировом рынке только при условии постоянной инновационной деятельности. Однако эта модель имеет некоторые недостатки, поскольку не объясняет какими должны быть масштабы технологического разрыва, как они возникают и ликвидируются.
В результате появления технических новшеств образуется "технологический разрыв" между странами, обладающими и не обладающими этими новшествами. Этот разрыв постепенно будет преодолеваться, т.к. другие страны начинают копировать нововведение страны-новатора. Однако пока разрыв не преодолен, торговля новыми товарами, производимыми по новой технологии, будет продолжаться.